# Woodland (Califórnia)
Woodland é uma cidade localizada no estado americano da Califórnia, no condado de Yolo, do qual é sede. Foi incorporada em 22 de fevereiro de 1871.

## Geografia
De acordo com o United States Census Bureau, a cidade tem uma área de 39,6 km², onde todos os 39,6 km² estão cobertos por terra.

### Localidades na vizinhança
O diagrama seguinte representa as localidades num raio de 32 km ao redor de Woodland.

## Demografia
Segundo o censo nacional de 2010, a sua população é de 55 468 habitantes e sua densidade populacional é de 1 399,76 hab/km². É a segunda cidade mais populosa do condado de Yolo. Possui 19 806 residências, que resulta em uma densidade de 499,81 residências/km².